# Lijst van vierduizenders in de Alpen

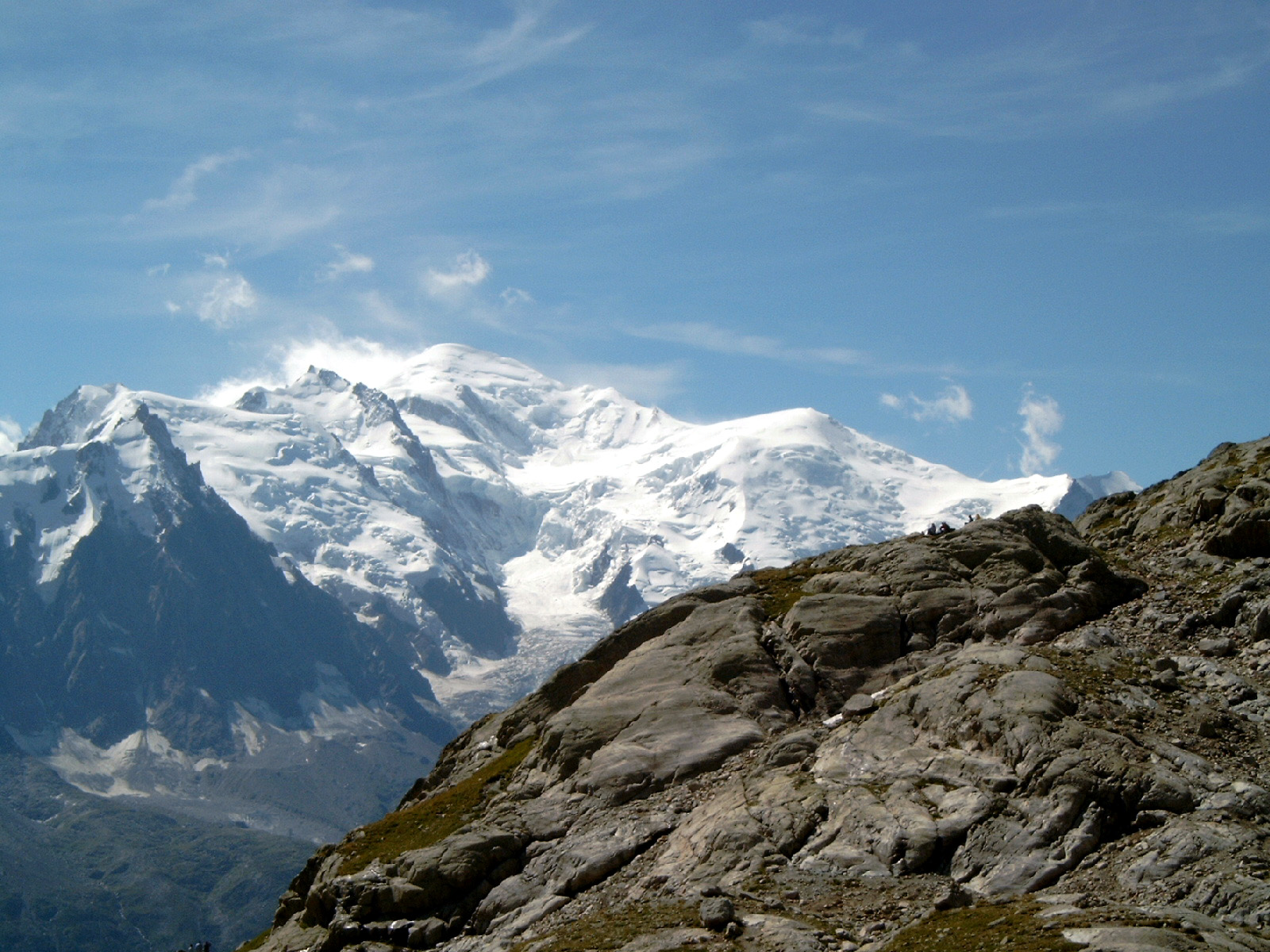
Mont Blanc.

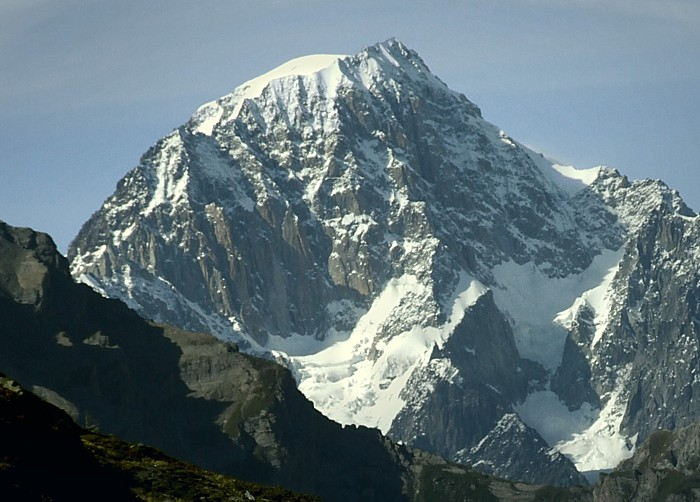
Mont Blanc de Courmayeur.

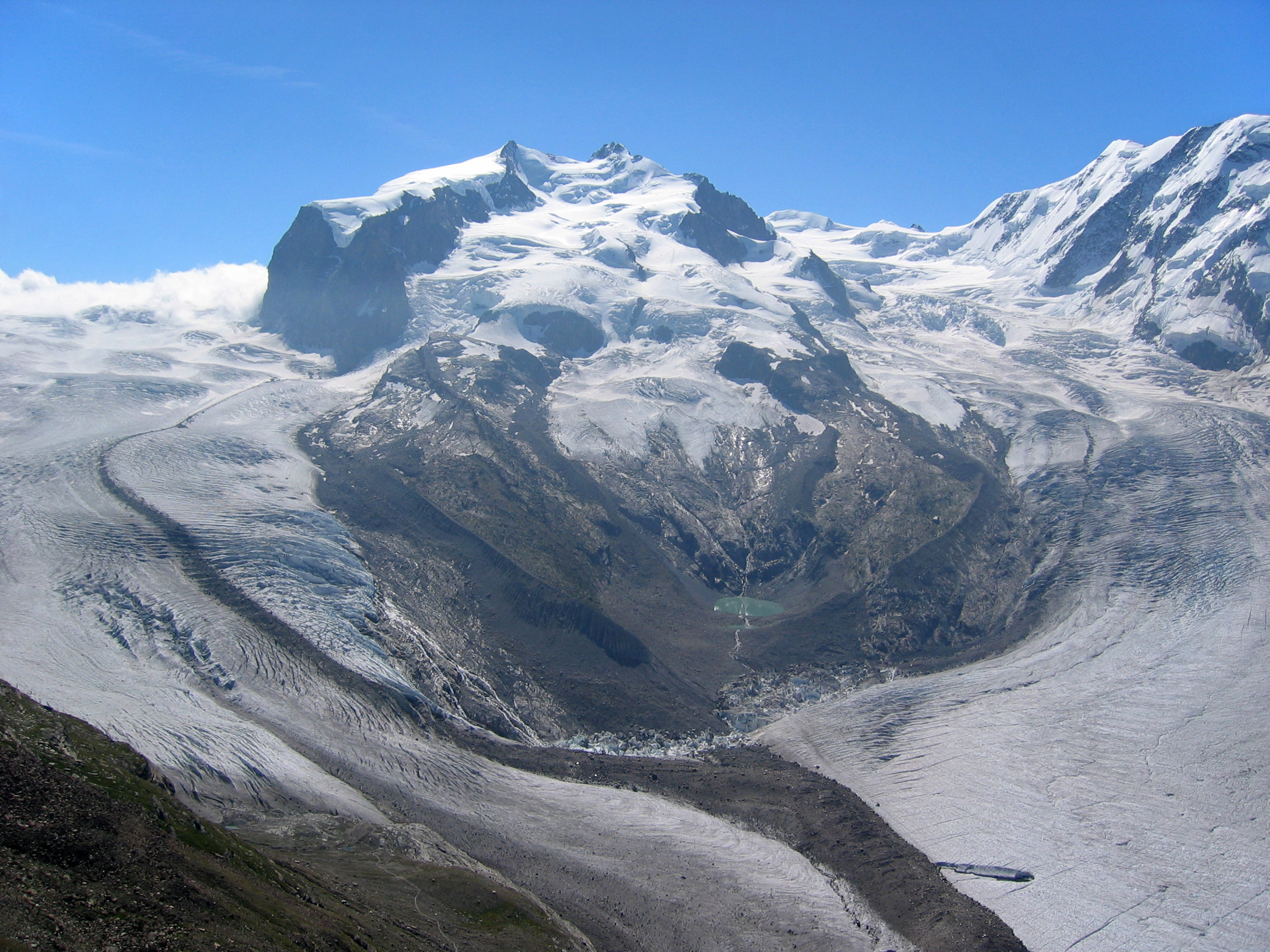
Dufourspitze.

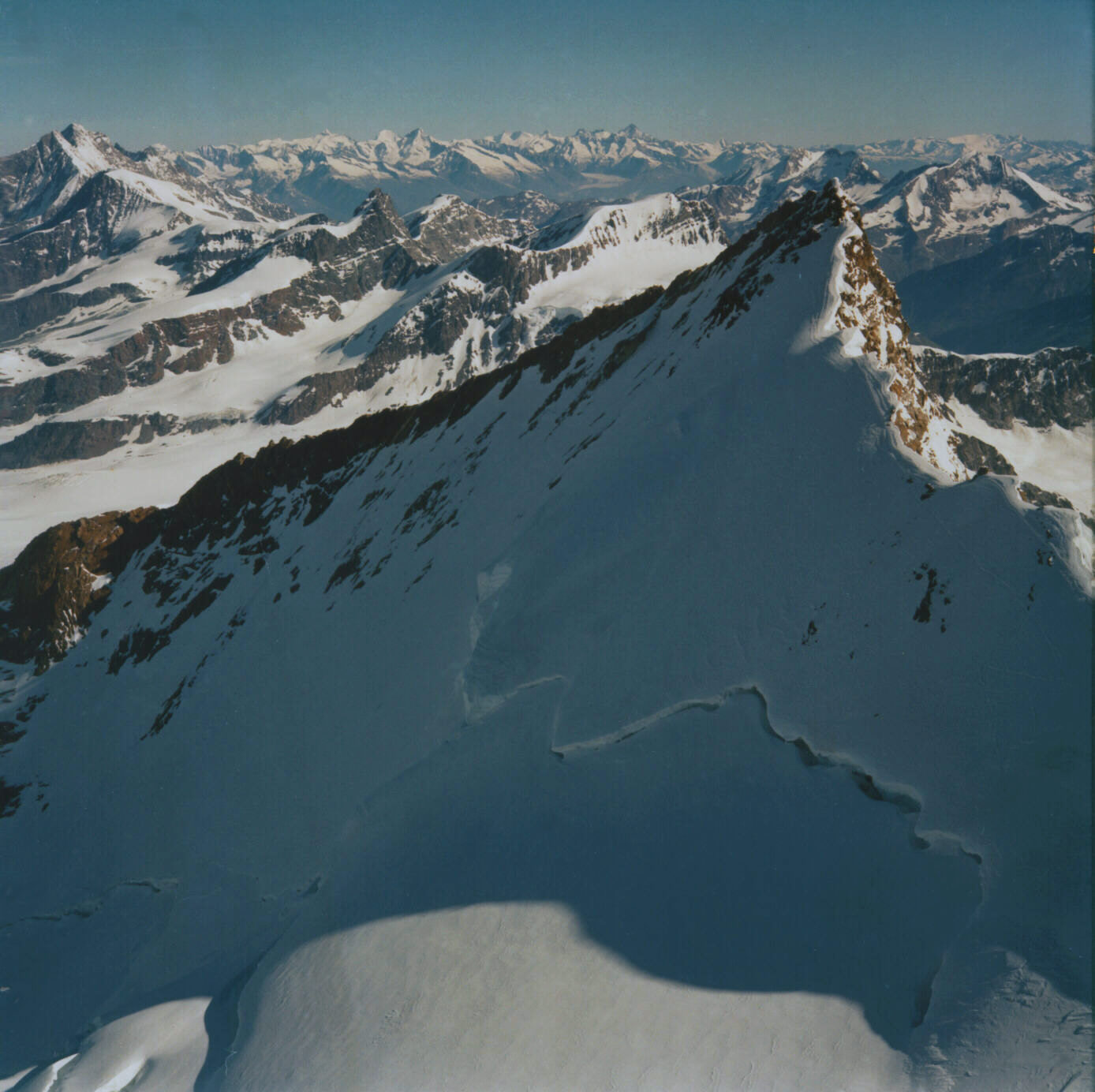
Nordend.

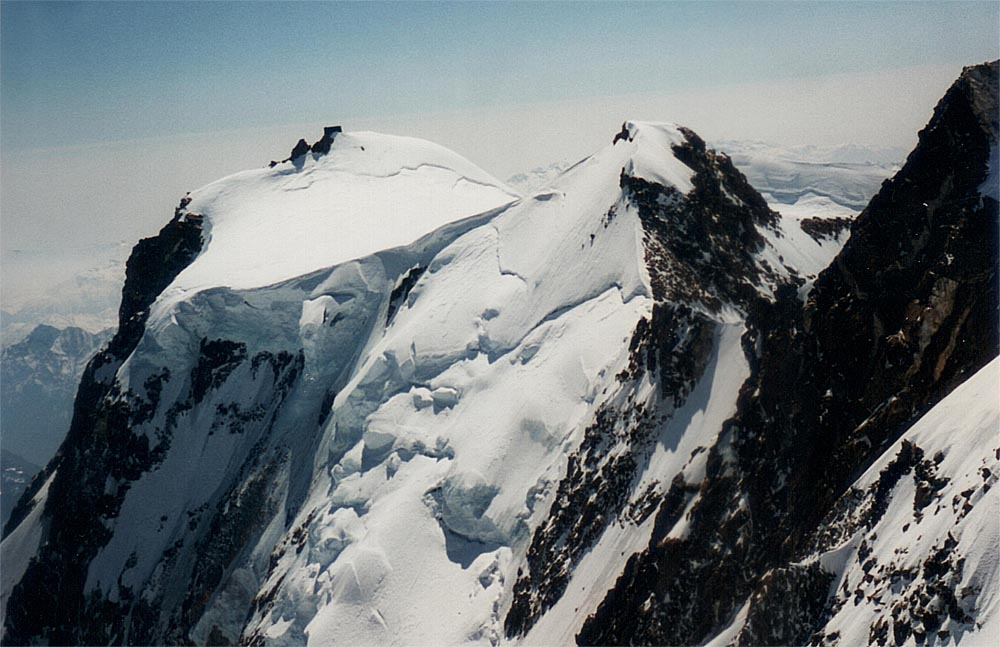
Zumsteinspitze.

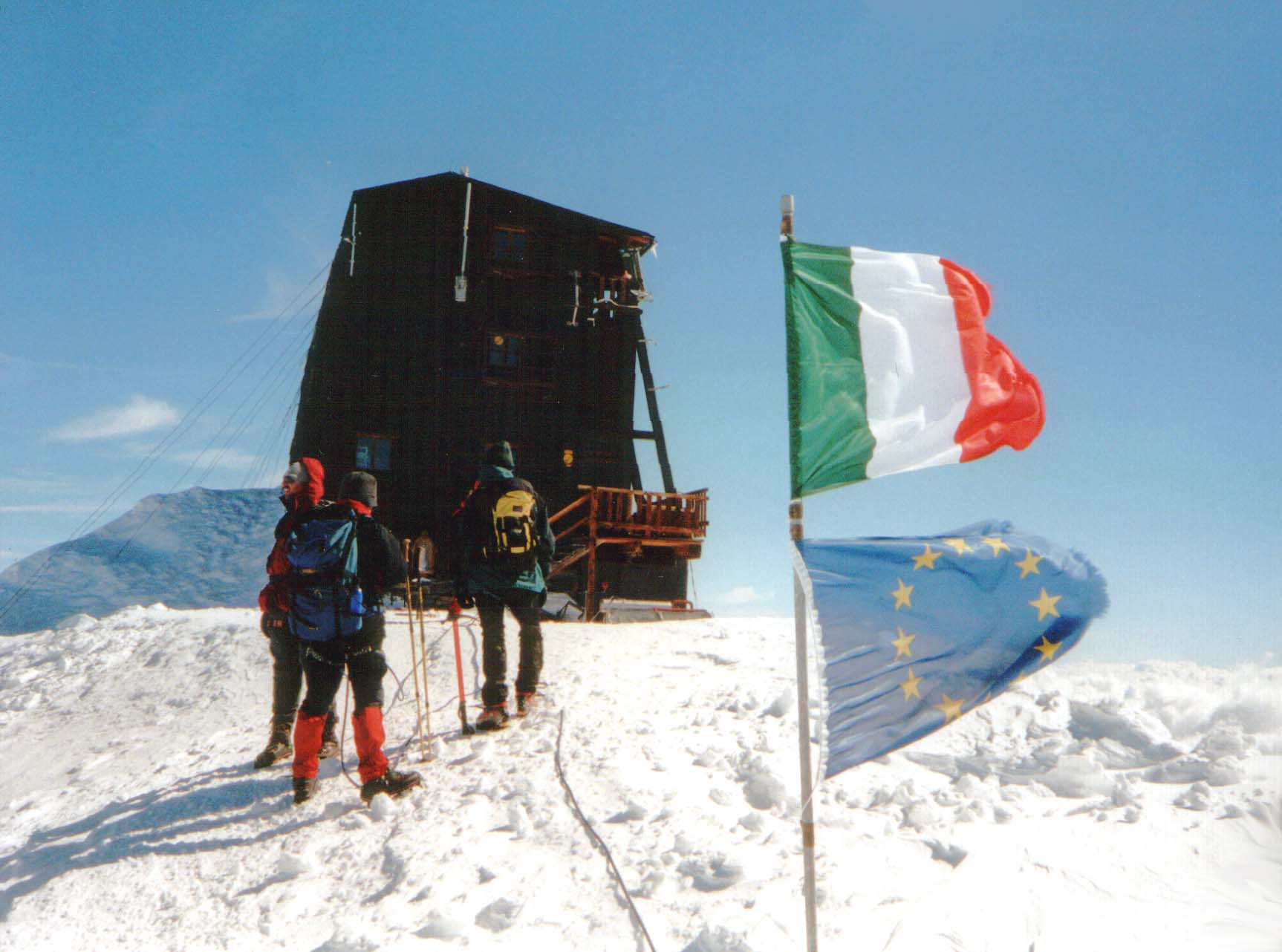
Signalkuppe.

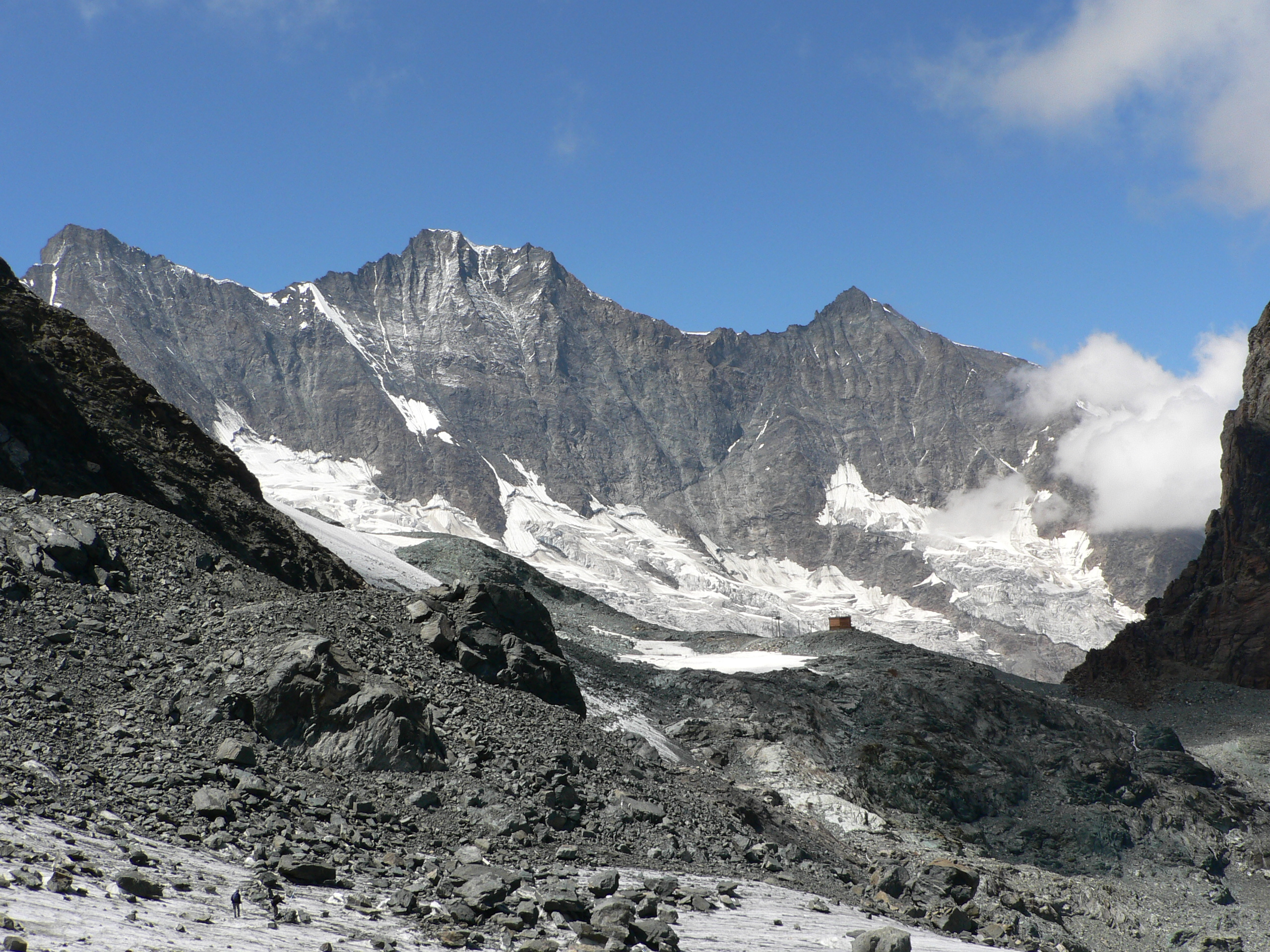
Dom.

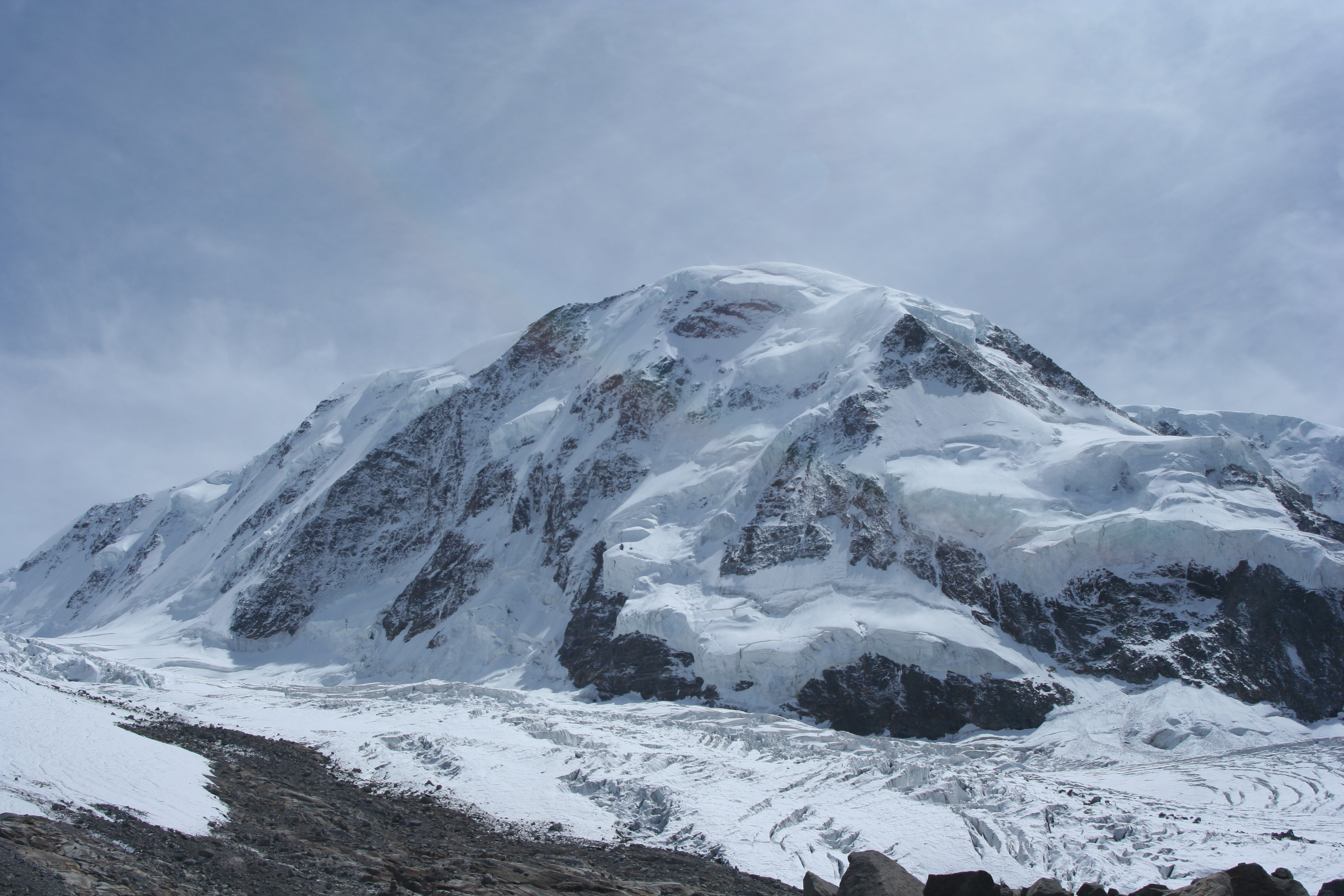
Lyskamm.

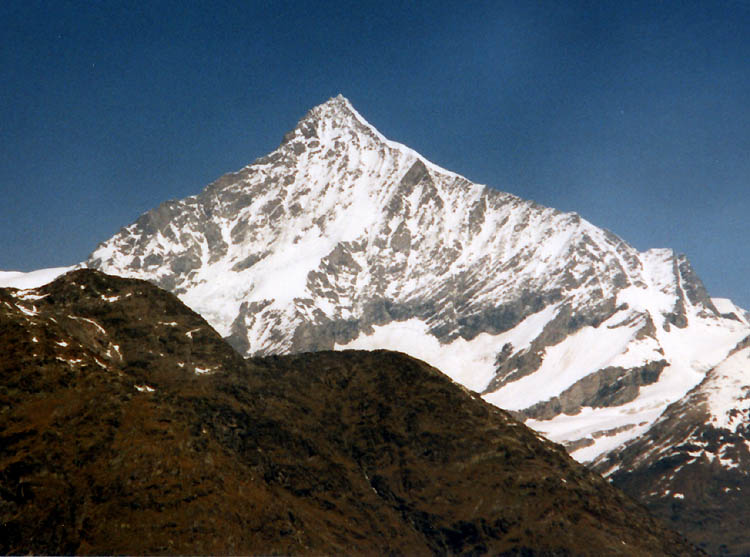
Weisshorn.

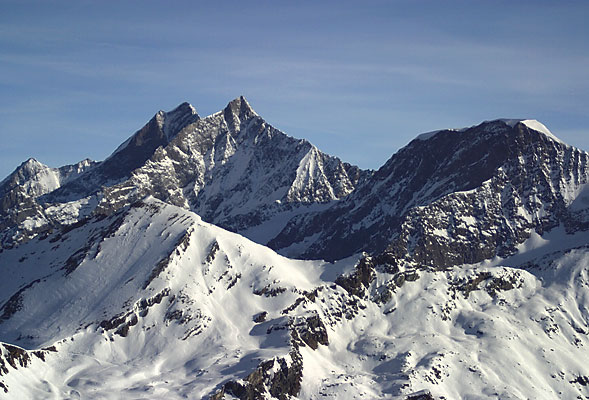
Täschhorn.

Officiële lijst van de 82 bergen in de Alpen, meer dan 4000 m hoog (waarvan 49 in Zwitserland), samengesteld door de Union Internationale des Associations d'Alpinisme UIAA.
|    | Naam                                | Hoogte | Prominentie | Land                  | Gebergte          |
| -- | ----------------------------------- | ------ | ----------- | --------------------- | ----------------- |
| 1  | Mont Blanc                          | 4810 m | 4697 m      | Frankrijk en Italië   | Mont Blancmassief |
| 2  | Mont Blanc de Courmayeur            | 4748 m | 18 m        | Italië                | Mont Blancmassief |
| 3  | Dufourspitze                        | 4663 m | 2165 m      | Zwitserland           | Monte Rosa        |
| 4  | Nordend                             | 4609 m | 94 m        | Zwitserland en Italië | Monte Rosa        |
| 5  | Zumsteinspitze                      | 4563 m | 110 m       | Zwitserland en Italië | Monte Rosa        |
| 6  | Signalkuppe                         | 4554 m | 102 m       | Zwitserland en Italië | Monte Rosa        |
| 7  | Dom                                 | 4545 m | 1046 m      | Zwitserland           | Walliser Alpen    |
| 8  | Lyskamm Oost                        | 4527 m | 376 m       | Zwitserland en Italië | Monte Rosa        |
| 9  | Weisshorn                           | 4505 m | 1235 m      | Zwitserland           | Walliser Alpen    |
| 10 | Täschhorn                           | 4491 m | 210 m       | Zwitserland           | Walliser Alpen    |
| 11 | Lyskamm West                        | 4479 m | 62 m        | Zwitserland           | Walliser Alpen    |
| 12 | Matterhorn                          | 4478 m | 1042 m      | Zwitserland en Italië | Walliser Alpen    |
| 13 | Picco Luigi Amedeo                  | 4460 m | 39 m        | Italië                | Mont Blancmassief |
| 14 | Mont Maudit                         | 4465 m | 162 m       | Frankrijk en Italië   | Mont Blancmassief |
| 15 | Parrotspitze                        | 4432 m | 136 m       | Zwitserland en Italië | Monte Rosa        |
| 16 | Dent Blanche                        | 4357 m | 915 m       | Zwitserland           | Walliser Alpen    |
| 17 | Ludwigshöhe                         | 4341 m | 58 m        | Zwitserland en Italië | Monte Rosa        |
| 18 | Nadelhorn                           | 4327 m |             | Zwitserland           | Walliser Alpen    |
| 19 | Corno Nero                          | 4322 m | 42 m        | Italië                | Monte Rosa        |
| 20 | Grand Combin                        | 4313 m | 1517 m      | Zwitserland           | Grand Combin      |
| 21 | Dôme du Goûter                      | 4304 m | 58 m        | Frankrijk             | Mont Blancmassief |
| 22 | Lenzspitze                          | 4294 m |             | Zwitserland           | Walliser Alpen    |
| 23 | Finsteraarhorn                      | 4274 m | 2279 m      | Zwitserland           | Berner Alpen      |
| 24 | Mont Blanc du Tacul                 | 4248 m | 219 m       | Frankrijk             | Mont Blancmassief |
| 25 | Grand Pilier d'Angle                | 4243 m |             | Italië                | Mont Blancmassief |
| 26 | Stecknadelhorn                      | 4241 m |             | Zwitserland           | Walliser Alpen    |
| 27 | Castor                              | 4223 m | 165 m       | Zwitserland en Italië | Walliser Alpen    |
| 28 | Zinalrothorn                        | 4221 m |             | Zwitserland           | Walliser Alpen    |
| 29 | Hohberghorn                         | 4219 m |             | Zwitserland           | Walliser Alpen    |
| 30 | Piramide Vincent                    | 4215 m |             | Italië                | Monte Rosa        |
| 31 | Grandes Jorasses                    | 4208 m | 841 m       | Frankrijk             | Mont Blancmassief |
| 32 | Alphubel                            | 4206 m |             | Zwitserland           | Walliser Alpen    |
| 33 | Rimpfischhorn                       | 4199 m |             | Zwitserland           | Walliser Alpen    |
| 34 | Aletschhorn                         | 4195 m |             | Zwitserland           | Berner Alpen      |
| 35 | Strahlhorn                          | 4190 m | 401 m       | Zwitserland           | Walliser Alpen    |
| 36 | Grand Combin de Valsorey            | 4184 m |             | Zwitserland           | Grand Combin      |
| 37 | Grandes Jorasses Pointe Whymper     | 4184 m | 46 m        | Frankrijk en Italië   | Mont Blancmassief |
| 38 | Dent d'Hérens                       | 4171 m | 701 m       | Zwitserland en Italië | Walliser Alpen    |
| 39 | Breithorn Westgipfel                | 4165 m |             | Zwitserland en Italië | Walliser Alpen    |
| 40 | Breithorn Zentralgipfel             | 4159 m |             | Zwitserland en Italië | Walliser Alpen    |
| 41 | Jungfrau                            | 4158 m | 683 m       | Zwitserland           | Berner Alpen      |
| 42 | Bishorn                             | 4135 m |             | Zwitserland           | Walliser Alpen    |
| 43 | Breithorn Zwillinge-West            | 4139 m |             | Italië en Zwitserland | Walliser Alpen    |
| 45 | Grand Combin Tsessette              | 4135 m |             | Zwitserland           | Grand Combin      |
| 45 | Aiguille Verte                      | 4122 m |             | Frankrijk             | Mont Blancmassief |
| 46 | Aiguilles du Diable L’Isolée        | 4144 m |             | Frankrijk             | Mont Blancmassief |
| 47 | Aiguille Blanche de Peuterey        | 4112 m |             | Italië                | Mont Blancmassief |
| 48 | Grandes Jorasses Pointe Croz        | 4110 m |             | Frankrijk en Italië   | Mont Blancmassief |
| 49 | Aiguilles du Diable Pointe Carmen   | 4109 m |             | Frankrijk             | Mont Blancmassief |
| 50 | Mönch                               | 4107 m | 589 m       | Zwitserland           | Berner Alpen      |
| 51 | Breithorn Zwillinge Ost             | 4106 m |             | Zwitserland en Italië | Walliser Alpen    |
| 52 | Grande Rocheuse                     | 4102 m |             | Italië                | Mont Blancmassief |
| 53 | Barre des Écrins                    | 4102 m | 2045 m      | Frankrijk             | Écrins            |
| 54 | Aiguilles du Diable Pointe Médiane  | 4097 m |             | Zwitserland           | Mont Blancmassief |
| 55 | Pollux                              | 4092 m | 247 m       | Zwitserland en Italië | Walliser Alpen    |
| 56 | Schreckhorn                         | 4078 m |             | Zwitserland           | Berner Alpen      |
| 57 | Breithorn Roccia Nera               | 4075 m |             | Zwitserland en Italië | Walliser Alpen    |
| 58 | Aiguilles du Diable Pointe Chaubert | 4074 m |             | Frankrijk             | Mont Blancmassief |
| 59 | Mont Brouillard                     | 4069 m |             | Italië                | Mont Blancmassief |
| 60 | Grandes Jorasses Pointe Marguerite  | 4065 m |             | Frankrijk en Italië   | Mont Blancmassief |
| 61 | Aiguilles du Diable Corne du Diable | 4064 m |             | Frankrijk             | Mont Blancmassief |
| 62 | Ober Gabelhorn                      | 4063 m |             | Zwitserland           | Walliser Alpen    |
| 63 | Gran Paradiso                       | 4061 m | 1891 m      | Italië                | Grajische Alpen   |
| 64 | Aiguille de Bionnassay              | 4052 m |             | Frankrijk             | Mont Blancmassief |
| 65 | Piz Bernina                         | 4049 m | 2234 m      | Zwitserland en Italië | Berninamassief    |
| 66 | Gross Fiescherhorn                  | 4049 m |             | Zwitserland           | Berner Alpen      |
| 67 | Punta Giordani Giordanispétz        | 4046 m |             | Italië                | Monte Rosa        |
| 68 | Grandes Jorasses Pointe Hélène      | 4045 m |             | Frankrijk en Italië   | Mont Blancmassief |
| 69 | Gross-Grünhorn                      | 4044 m |             | Zwitserland           | Berner Alpen      |
| 70 | Lauteraarhorn                       | 4042 m |             | Zwitserland           | Berner Alpen      |
| 71 | Dürrenhorn                          | 4035 m |             | Zwitserland           | Walliser Alpen    |
| 72 | Aiguille du Jardin                  | 4035 m |             | Frankrijk             | Mont Blancmassief |
| 73 | Allalinhorn                         | 4027 m | 255 m       | Zwitserland           | Walliser Alpen    |
| 74 | Hinter Fiescherhorn                 | 4025 m |             | Zwitserland           | Berner Alpen      |
| 75 | Weissmies                           | 4023 m | 1187 m      | Zwitserland           | Walliser Alpen    |
| 76 | Dôme de neige des Écrins            | 4015 m | 52 m        | Frankrijk             | Écrins            |
| 77 | Dôme de Rochefort                   | 4015 m |             | Frankrijk             | Mont Blancmassief |
| 78 | Dent du Géant                       | 4013 m | 139 m       | Italië en Frankrijk   | Mont Blancmassief |
| 79 | Punta Baretti                       | 4013 m |             | Italië                | Mont Blancmassief |
| 80 | Lagginhorn                          | 4010 m |             | Zwitserland           | Walliser Alpen    |
| 81 | Aiguille de Rochefort               | 4001 m |             | Frankrijk             | Mont Blancmassief |
| 82 | Les Droites                         | 4000 m |             | Frankrijk             | Mont Blancmassief |